# Parydra transversa
Parydra transversa är en tvåvingeart som beskrevs av Cresson 1940. Parydra transversa ingår i släktet Parydra och familjen vattenflugor.
Artens utbredningsområde är Florida. Inga underarter finns listade i Catalogue of Life.